# Каржы-каражат
«Каржы-каражат» — издательство Министерства финансов Республики Казахстан. Образовано 15 июля 1993 года. С января 1999 года преобразовано в ТОО. Базируется в Алматы.
Основное направление деятельности — выпуск литературы о финансах, статистике, кредитах, обороте денег, бухгалтерском учёте, ценных бумагах, а также выпуск учебников и пособий для экономических учебных заведений.
Издательство выпускает ежемесячный журнал «Каржы-каражат — Финансы Казахстана», выходящий с 1994 года. Также выпускаются сборники «Нормативные акты по финансам, налогам, бухгалтерскому учету, страхованию».